# Blombach (Wupper)
| Zuläufe und Bauwerke \| Blombach \| Blombach \| Blombach \| \| ------------------------------ \| -------- \| ------------------ \| \| Legende \| \| \| \| Wuppertal \| \| Wuppertal \| \| \| \| \| \| Regenrückhaltebecken \| \| \| \| Regenrückhaltebecken \| \| \| \| \| \| \| \| Bahnstrecke Wuppertal–Solingen \| \| \| \| \| \| \| \| \| \| \| \| \| \| \| \| Bundesautobahn 1 \| \| \| \| \| \| \| \| \| \| \| \| \| \| \| \| Blombachtalbrücke \| \| \| \| \| \| Erbschlöer Bach \| \| \| \| \| \| \| \| \| \| \| \| \| \| \| \| \| \| \| \| \| \| \| \| \| \| \| \| \| \| Bundesautobahn 1 \| \| \| \| \| \| \| \| \| \| Schmalenhofer Bach \| \| Stauteich Kupferhammer \| \| \| \| \| \| \| \| \| \| \| \| \| \| \| \| \| \| \| \| Bundesautobahn 1 \| \| \| \| \| \| \| \| \| \| \| \| \| \| \| \| Landesstraße 58 \| \| \| \| Wupper \| \| \| |  |                    |
| Blombach |  |                    |
| Legende |  |                    |
| Wuppertal |  | Wuppertal          |
| |  |                    |
| Regenrückhaltebecken |  |                    |
| Regenrückhaltebecken |  |                    |
| |  |                    |
| Bahnstrecke Wuppertal–Solingen |  |                    |
| |  |                    |
| |  |                    |
| |  |                    |
| Bundesautobahn 1 |  |                    |
| |  |                    |
| |  |                    |
| |  |                    |
| Blombachtalbrücke |  |                    |
| |  | Erbschlöer Bach    |
| |  |                    |
| |  |                    |
| |  |                    |
| |  |                    |
| |  |                    |
| |  |                    |
| |  |                    |
| Bundesautobahn 1 |  |                    |
| |  |                    |
| |  | Schmalenhofer Bach |
| Stauteich Kupferhammer |  |                    |
| |  |                    |
| |  |                    |
| |  |                    |
| |  |                    |
| Bundesautobahn 1 |  |                    |
| |  |                    |
| |  |                    |
| |  |                    |
| Landesstraße 58 |  |                    |
| Wupper |  |                    |

Der Blombach ist ein 3,6 Kilometer langer Bach im Wuppertaler Stadtbezirk Ronsdorf. Der Bach, der ein Nebenfluss der Wupper ist, ist gleichzeitig Namensgeber für das Wohnquartier Blombach-Lohsiepen und des Blombachtales.

## Topografie
Der Bach hat seine Quelle bei dem auf einer Hofschaft hervorgegangenen Weiler Blombach südlich eines Gewerbegebietes und fließt dann in östlicher Richtung. Nach rund 350 Meter fließt der Bach verrohrt weiter und unterquert die Bahnstrecke Wuppertal–Solingen, über die die S-Bahn S7 „Der Müngstener“ verkehrt.
Dann wendet sich der Blombach nach Norden unterquert dabei die Bundesautobahn 1 (A 1) und tritt nach rund 520 Meter wieder an die Oberfläche. Hier hatte der Bach ein tieferes Tal geschaffen, das unter dem Namen Blombachtal bekannt ist. Die Autobahn folgt rund 1,6 Kilometer diesem Tal, wobei die Fahrbahnen beider Fahrtrichtung getrennt voneinander verlaufen. Der Mittelstreifen der Autobahn, in dem der Blombach verläuft, ist rund 70 Meter breit. Das Tal, in dem nun auch die Landesstraße 58 (ehemals Bundesstraße 51) von den Höhen herabsteigt, wird von der Blombachtalbrücke überspannt und wendet sich nach Osten.
Der Blombach unterquert noch mal die A 1 und lässt die Autobahn auf der rechten Seite. Von der linken Seite stößt der 1,4 Kilometer lange Schmalenhofer Bach dazu. Von hier ab fließt ist der Bach bis zur Mündung abschnittsweise verrohrt weiter. Er unterquert noch mal die L 58 und mündet dann in 195 Meter Höhe NN auf der linken Seite der Wupper.

## Landwehr
An drei Stellen querte die Bergische Landwehr den Blombach. Während die Barmer Linie in Höhe des alten Schulhauses das Tal querte, verlief ein Ast der Elberfelder Landwehr in Höhe Werbsiepen und ein weiterer Ast in Höhe der Blombachtalbrücke über den Bach.

## Wassertriebwerke
Am Blombach wurde wie an den meisten Bächen des Wuppervierecks das Wasser zum Antrieb von Wasserrädern genutzt. Das erste Wassertriebwerk am Lauf war der Kupferhammer im Besitz der Firma Ehrenberg & Leuschner, in dem mindestens seit 1828 Kupfer gewalzt wurde. Über die Daten der Errichtung und des Abrisses des Hammers mit zwei oberschlächtigen Wasserrädern ist nichts Weiteres bekannt. Es schloss sich der Siepershammer (auch Mottenhammer oder Paashammer genannt) an. Der Raffinierhammer besaß drei oberschlächtige Wasserräder und produzierte schon 1775 Edelstahl. Ab 1837 diente der Hammer als Eisenreckhammer und Neusilberwalze.
300 Meter weiter lag der Tillmanns Hammer, ein Stahlreckhammer, der 1824 mit drei oberschlächtigen Wasserrädern angetrieben wurde. Weitere 100 Meter weiter betrieb 1824 ein Mitglied der Familie Goldenberg (siehe auch Goldenbergshammer in Hückeswagen) einen Stahlreckhammer, der ebenfalls Goldenbergshammer genannt wurde. Er besaß ebenfalls drei oberschlächtige Wasserräder.
All diese Bauwerke sind nicht mehr vorhanden und nur noch Ortsnamen erinnern teilweise an sie. Der Blombach führte nur wenig Wasser, so dass alle Hämmer oft wegen Wassermangels ihren Betrieb zeitweise einstellen mussten.